# Miguel Ângelo Ruiz

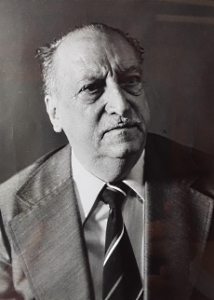
O maestro Miguel Ângelo Ruiz

Miguel Ângelo Ruiz (Santos, 31 de maio de 1909 — Bauru, 29 de março de 1981) foi um compositor e maestro brasileiro.

## Biografia
Miguel Ângelo Ruiz nasceu em 31 de maio de 1909 na cidade de Santos, Estado de São Paulo, filho de Miguel Ruiz e de Jesus Cortijo Ruiz. Em julho daquele mesmo ano, sua família mudou-se para Bauru. Sua mãe, Jesus Cortijo Ruiz, musicista e pianista, foi a primeira professora de piano de Bauru.
Desde jovem, revelou dotes excepcionais de sensibilidade artística e começou a se interessar por estudos de diversas crenças religiosas, de onde tirava suas conclusões em trabalhos escritos com inspiração poética que refletiam sua busca por um mundo mais humano. Porém, foi na música e para a música, erudita e popular, que seu excepcional talento de composição se revelou.
Em 1931 fez parte da 1ª Orquestra Sinfônica de Bauru, organizada pelo maestro Guilherme Barbieri.
Em 1941, suas composições de peças infantis incluídas no “Álbum de Músicas para Piano” foram dadas a público pela primeira vez.
Em 1942, formou-se no Curso de Piano do Conservatório Dramático e Musical de Bauru. Nesse mesmo ano, participou da 
criação do “Grupo dos Seis” integrado pelos maiores nomes da música bauruense da época, entre eles Efisio Aneda e Nida Marchioni.
Foi casado com a srª Zuleika Dias Ruiz e teve 6 filhos. Trabalhou a maior parte de sua vida, a partir de 1945, no Departamento de Correios e Telégrafos, mas sempre continuando seu trabalho de composição e ministrando aulas particulares de música.
Sua vida como instrumentista foi mostrada em solos e em grupos musicais, em milhares de apresentações públicas. Tinha uma característica peculiar que era a de presentear amigos e pessoas conhecidas com lindas composições para piano solo e canto. Com o violinista Ariovaldo Campos e o violonista Álvaro Arco Verde, formou um trio que encantou Bauru por décadas. Fundou e participou de vários conjuntos musicais em Bauru como o Jazz Band, Orquestra Marajoara, Ritmos Modernos e Enamorados de Euterpe. Fundou também o Orfeão Infanto-Juvenil da Casa da Criança de Bauru e participou do grupo folclórico da Associação Luso Brasileira.
Em 1958 aposentou-se e passou a se dedicar inteiramente à música. Em 1975 iniciou sua participação como arranjador e instrumentista do Coral Arte Viva de Bauru, regido pela maestrina Sonia Berriel. Com esse grupo vocal, se apresentou em cerca de 150 apresentações públicas em Bauru, no Estado de São Paulo e em diversos Estados da Federação.
Recebeu em vida incontáveis homenagens, títulos honorários e medalhas por suas composições musicais e pelos inúmeros hinos com os quais credenciou entidades, escolas e clubes de serviço de Bauru. O hino “Avante Noroeste”, sua composição para o Esporte Clube Noroeste, time de futebol da cidade de Bauru, é tocado e cantado até hoje no início das partidas nas quais o time participa.
Em 1980 recebeu o título de “Cidadão Bauruense” outorgado pela egrégia Câmara Municipal de Bauru em reconhecimento ao seu extraordinário trabalho musical.
Sua obra musical inclui grande número de peças eruditas: sonatas, peças para piano e canto, música de câmara, prelúdios. Para orquestra sinfônica escreveu a Suite Mongaguá composta em 3 partes: “Amanhecer na Serra”, “O Vento e o Mar” e “Batuque”. O “Batuque” foi estreado pela Orquestra Sinfônica de Campinas em dezembro de 1981, sob a regência de Benito Juarez, poucos meses após a sua morte.
Sua obra de música popular é vasta e nela se incluem valsas, canções, composições musicais com textos de poetas brasileiros, arranjos para coral.
Como se percebe, a vida do maestro Miguel Ângelo Ruiz foi de uma fruição intensamente vivida, como compositor e pianista. Suas composições com temáticas belas são uma exaltação das faculdades mais nobres do seu espírito e viverão eternamente na memória dos que conheceram seu trabalho de criação musical.
Faleceu em 29 de março de 1981, vítima de um enfarte fulminante.
Entre os familiares, é contada a história de que o maestro havia nascido num navio , nas redondezas de Mendoza, onde seus pais haviam fugido do governo de Franco. Assim, depois de desembarcarem na Argentina, foram direto para Santos, depois direto há Bauru.

## Obras principais
MÚSICA ORQUESTRAL
- Canção em Sol, valsa
- Verinha, valsa
- Âne, valsa
- Suite “Mongaguá: Impressões Sinfônicas”

1. Amanhecer na Serra
2. O Vento e o Mar
3. Batuque

MÚSICA DE CÂMARA
- Canção em Sol, para violino e piano
- Czardeana, para violino e piano (1970)
- Ensina-me, para violino e piano (1970)
- Noturno, para violino e piano (1980)
- Sonata nº 1 em Dó menor, para violino e piano (1968)

1. Allegro
2. Adagio
3. Allegro Assai

- Sonata em Sol menor, para violino e piano

1. Allegro
2. Largo
3. Allegro

- O Pequeno Márcio, chorinho para piano a 4 mãos (1974)
- Valsa, para 2 pianos
- Cinco Amigos, valsa para quinteto de flauta, violino, escaleta, violão 1 e violão 2 (1964)

MÚSICA INSTRUMENTAL SOLO
- Manhã Nublada, mazurca (1965)
- Pai João, valsa (1965)
- Saudade da Mocidade, valsa (1965)
- Silvio Lorenzão, mazurca
- Adriane, valsa para piano (1967)
- Alexandra, meditação para piano (1981)
- Annie, valsa lenta para piano (1967)
- Barcarola, para piano
- Bauru Tenis Club, valsa para piano (1960)
- Canoa Virada, choro para piano
- Choro nº 1: Presunçoso, para piano
- Choro nº 2: Complicado, para piano
- Choro nº 3: Ingenuidade, para piano
- Crianças, valsa para piano (1979)
- Dança Selvagem, para piano (1942)
- Denise, para piano
- Érica, valsa para piano (1969)
- Leila Maria, valsa para piano (1967)
- Ludmila, valsa lenta para piano (1967)
- Marcio, valsa para piano
- Maria Silvia, scherzo para piano (1981)
- Marina, tango brasileiro à moda antiga, para piano (1967)
- Maristela, valsa para piano
- Mazurka, para piano
- Mônica, valsa para piano (1962)
- O Sonho da Boneca de Olhos Azuis, romance sem palavras, para piano
- Prelúdio nº 1, para piano
- Prelúdio nº 2, para piano
- Prelúdio nº 3, para piano
- Prelúdio nº 4: A Canção do Violeiro, para piano
- Prelúdio nº 5, para piano
- Prelúdio nº 6, para piano
- Prelúdio nº 7, para piano
- Suite "Na Floresta", para piano (1976)

1. A Dança do Gafanhoto da Perna Quebrada
2. As Abelhas

- Suite "Selva Brasileira", para piano (1963)

1. A Dança dos Grilos
2. A Dança do Sapo - dança grotesca

- Trabalho, Vida, Força, marcha rancho para piano
- Valsa Brilhante, para piano
- Valsa da Homenagem, para piano
- Valsinha, para piano
- Vôo da Garça, meditação para piano
- Rapsódia Cuiabana, em 2 partes, para violino
- Silvia, valsa para violino
- Um Pouco de Amor, valsa para violino

MÚSICA VOCAL
Canto com acompanhamento de piano
- A Canção dos Teus Olhos (1931)
- A Mulher Brasileira, canção (1931)
- A Terra e o Mar, canção (1954)
- Abandono, canção (1934)
- Adivinhação, canção (1935)
- Bocca Pequenina, toada-canção (1934)
- Canção (1935)
- Canção da saudade (1932)
- Canção para Ninar o Filho de Sinhá
- Coração, tenho Ciúme do seu Olhar, canção
- Ensina-me, canção
- Festa na Roça, canção (1952)
- Folhas Caídas, valsa (1967)
- História Bonita, canção
- Jangadeiro, marcha-rancho (1967)
- Nina Fulô, canção (1954)
- Origem das Estrelas, canção (1980)
- Plenilúnio, canção
- Quando o Inverno Chegar, fox-blue (1967)
- Queixumes do Coração, canção (1932)
- Rosa que é Rosa, marcha-rancho
- V Soneto (do livro "Nós"), canção
- Soneto Íntimo, canção (1934)
- Tédio, canção (1933)
- Uma Saudade numa Canção, fox-blue (1967)

Canto com acompanhamento de conjunto instrumental
- Avante, Noroeste, marchinha
- Bauru Tenis Club, valsa (1960)
- Cristina, valsa (1973)
- Cenas (1974)

1. Natal
2. Calvário
3. Ressurreição
4. Hosanas

- Hino Acadêmico da Faculdade de Direito de Bauru
- Hino ao SESI-Araçatuba
- Hino à DRT-7 Bauru
- Saudação a Bauru

Coro Infantil
- Lar do Alvorecer, valsa (1980)
- Natal, Natal! (1955)
- O Gatinho (1943)

Coro a Capella
- Ave Maria, coral a 4 vozes (1980)
- Bilhete, chorinho (1979)
- Bom Natal, modinha (1955)
- Pai Nosso, coral a 4 vozes (1980)
- Saudação a Santa Cecília, coral a 4 vozes

Coro com acompanhamento de piano
- Aqueles Tempos, arranjo para orfeão acompanhado
- Canção da FOB (1979)
- Hino à EEPSG "Silvério São João", marcha escolar
- Hino ao Soldado (1961)
- Hino do Rotary
- Hino Oficial pelo "Jubileu de Prata" da FAFIL (1978)
- Marília Formosa, valsa (1943)